# Alstroemeria schizanthoides
Alstroemeria schizanthoides este o specie de plante monocotiledonate din genul Alstroemeria, familia Alstroemeriaceae, descrisă de Hans Rudolph Jürke Grau. Conform Catalogue of Life specia Alstroemeria schizanthoides nu are subspecii cunoscute.